# Daniel Sjölund
Henrik Daniel „Daja” Sjölund (ur. 22 kwietnia 1983 w Finström) – fiński piłkarz występujący na pozycji napastnika. Od 2015 zawodnikiem szwedzkiego IFK Norrköping.
Karierę rozpoczynał jako dziecko w IF Finströms Kamratern. Później był zawodnikiem IFK Mariehamn, gdzie mimo młodego wieku rozegrał 27 spotkań w lidze. W 1999 przeniósł się do szwedzkiego IF Brommapojkarna. Tam został dostrzeżony przez skautów angielskiego West Hamu. W wieku 16 lat zdecydował się na przeprowadzkę do Anglii. Jednak w londyńskiej drużynie nie rozegrał żadnego spotkania. W 2000 roku menedżer Liverpoolu Gérard Houllier zgodził się zapłacić milion funtów za utalentowanego zawodnika. W 2003 został najpierw wypożyczony do Djurgårdens IF, a później wykupiony przez ten zespół. Zdobył tam dwa Mistrzostwa Szwecji oraz dwa Puchary Szwecji. W 2013 przeszedł do Åtvidabergs FF, a w 2015 do IFK Norrköping.
Już w wieku 17 lat regularnie powoływany był do reprezentacji U-21. W seniorskiej reprezentacji zadebiutował 22 maja 2003 roku, w meczu przeciwko Norwegii. Sjölund był częścią zespołu na Mistrzostwach Świata U-20 rozegranych w 2001 roku.